# Enicospilus apollyon
Enicospilus apollyon är en stekelart som beskrevs av Ian D. Gauld och Mitchell 1981. Enicospilus apollyon ingår i släktet Enicospilus och familjen brokparasitsteklar. Inga underarter finns listade i Catalogue of Life.